# Jan Cornelisz. Geelvinck
Jan Cornelisz. Geelvinck (11 juni 1579 - 9 november 1651, begraven op 13 november) was een koopman op Spanje en Zuid-Amerika, bewindhebber van de Compagnie op Guinee en als reder nauw betrokken bij de uitrusting van schepen van de WIC. Hij was regent van het Binnengasthuis. In 1626 werd hij burgemeester van Amsterdam.

## Biografie
Jan Cornelisz. Geelvinck was de zoon van Cornelis Jansz. Geelvinck (1544-1624), aanvankelijk schipper, die zich na de Alteratie in Amsterdam vestigde. Hij was een handelaar in graan en voer in een vroeg stadium (1592) naar de Levant. De firma leverde blijkbaar ook erwten en bonen, victualiën (= proviand) aan de VOC. De familie Geelvinck woonde in het pand De Gulden Kruiwagen op de Nieuwendijk, schuin tegenover de Haringpakkerssteeg.
Jan Cornelisz. Geelvinck trouwde op 9 september 1601 met Griete Govertsdr. Wuytiers die nog geen maand na hun huwelijk overleed. Hij liet zichzelf en zijn overleden vrouw schilderen door Cornelis van der Voort. Hij hertrouwde met Aecht de Vlaming van Oudtshoorn. Ze kregen acht kinderen, onder wie zeven dochters: Grietje in 1608, 1610 en in 1612, (de laatste Margaretha Geelvinck trouwde met Joan Munter); Maria geboren in 1614 trouwde met Willem van Loon; Aegje in 1617 en Aefje in 1619 (Agatha trouwde met Frederik Alewijn) Eva trouwde in 1639 met Hendrick Bicker. Cornelis werd in 1621 geboren. Hij was getrouwd met Elisabeth Velecker en Margaretha Bicker. Catharina, geboren in 1626 trouwde met Lieve van Loon.
In 1605 liet hij acht vaatjes kaviaar uit Rusland halen. Zijn compagnon op Rusland was Geurt D. van Beuningen. Jan leidde met zijn zwager Jacob Poppen een Compagnie op Guinee, maar de schippers waagden zich ook aan zeeroverij als Spaanse of Portugese schepen in de nabijheid kwamen. Jan Cornelisz Geelvinck kwam als eerste Geelvinck op de positie van burgemeester doordat hij in 1626 zijn zwager opvolgde. Dit ging niet op de meest democratische manier. In de vroedschap was een felle strijd uitgebroken tussen rechtzinnige Calvinisten en de lossere Remonstranten. In de jaren 1633 en 1634 vertegenwoordigde hij het gewest Holland in de Staten-Generaal.
Jan Cornelisz. werd verdacht van sympathie voor de katholieke kerk, vanwege zijn handelsactiviteiten met Spanje. In ongeveer dezelfde tijd, de jaren dertig van de zeventiende eeuw, leverden Amsterdamse kooplieden volledig uitgeruste schepen aan de Spanjaarden, de vijand dus. De leveranciers waren behalve kooplui ook burgemeesters van de stad, Andries Bicker, Abraham Boom en Jan Cornelisz. Geelvinck. Ter verdediging en mogelijk ter verontschuldiging van hun handelwijze voerden ze aan dat ze ervan overtuigd waren dat als zij niet zouden leveren, de Zweden, Denen of Hanzekooplieden het wel zouden doen.
In 1641 verhuurde hij zijn huis aan het Singel 118 aan de West-Indische Compagnie.
In mei 1650 besloten de Staten van Holland met 11 tegen 8 stemmen tot afdanking van troepen, zeer tegen de zin van stadhouder Willem II. De Staten-Generaal noemden de resolutie van Holland illegaal, waardoor in de Republiek een politieke crisis ontstond. De Staten-Generaal der Nederlanden stelden, dat de defensie een taak was van de Unie, en niet van de aangesloten gewesten. In juli 1650 kreeg oud-burgemeester Geelvinck de weinig benijdenswaardige opdracht de stadhouder de toegang tot de stad Amsterdam te weigeren. De prins vertrapte de brief. Inmiddels waren aantal polders rondom de stad onder water gezet. Zeven oorlogsschepen bij Pampus controleerden de toegang tot de stad en het IJ. De troepen onder Cornelis van Aerssen en Frederik Graaf van Dohna verdwaalden op de hei bij Hilversum. Cornelis de Graef en Nicolaes Tulp probeerde met de stadhouder of Willem Frederik van Nassau-Dietz tot overeenstemming te komen, maar keerden onverrichter zake terug van hun tocht naar Abcoude. Het bleek de stadhouder evenwel om de gebroeders Cornelis en Andries Bicker te gaan.